# Майская ночь (фильм, 1940)
«Майская ночь» — советский фильм 1940 года режиссёра Николая Садковича. Экранизация одноименной повести Н. В. Гоголя.
Фильм двухцветный, создан виражным способом, — один из первых советских цветных фильмов.

## Сюжет
Левко, сын сельского головы, влюблён в простую казачку Ганну и хочет на ней жениться. Отец Левко, сам претендуя на любовь красавицы, не даёт своего согласия на свадьбу. В ясную майскую ночь на помощь молодым влюблённым приходит «нечистая сила»…

## В ролях
- Степан Шкурат — голова
- Наталья Ужвий — свояченица
- Николай Макаренко — Левко
- Валентина Ивашёва — Ганна
- Татьяна Окуневская — панночка
- Антон Дунайский — Каленык
- Григорий Долгов — писарь
- А. Семененко — Винокур
- Дмитрий Капка — Софрон
- Ирина Володко — эпизод
- Ефим Березин — эпизод

## О фильме
Фильм двухцветный, создан виражным способом, — один из первых советских цветных фильмов, и наряду с фильмом «Сорочинская ярмарка» считается первым украинским цветным фильмом.
Фильм был сделан в очень короткие сроки — за 4 месяца. Съёмки фильма, за исключением нескольких павильонных сцен снятых в Киеве, в основном велись на натуре — «гоголевских местах» в селе на реке Псёл, в кадре настоящие хаты и мельница, настоящие с ручным шитьём костюмы, рушники, венки.
На съёмках чуть было не произошла трагедия — при съёмках утопления панночки играющая её роль актриса Татьяна Окуневская нырнув в воду зацепилась юбками за корягу, и не смогла всплыть, на что съёмочная группа поначалу не обратила внимание, и только потом бросились спасать, откачав актрису.
Премьера фильма состоялась 12 марта 1941 года в московском кинотеатре «Первый», выпущен на экран 13 марта 1941 года в московских кинотеатрах: Первый, Родина, Востоккино.
Фильм был признан современной критикой «относительно удачным» и в таком качестве вошёл в историю кинематографа:

«Майская ночь» Н. Садковича была робким ученическим пересказом фабулы, но не образов, не художественных особенностей повести.— Краткая история советского кино / Р. Н. Юренев, 1979
В 2015 году фильм был восстановлен Госфильмофондом.